# Ivan Šantek
Ivan Šantek (ur. 23 kwietnia 1932 w Zagrzebiu, zm. 14 kwietnia 2015 tamże) – chorwacki piłkarz. Reprezentował Jugosławię na letnich igrzyskach olimpijskich w Melbourne zdobywając srebrny medal. Był członkiem drużyny na MŚ 1958 w Szwecji.